# Simpang Perlang
Simpang Perlang is een bestuurslaag in het regentschap Bangka Tengah van de provincie Bangka-Belitung, Indonesië. Simpang Perlang telt 4978 inwoners (volkstelling 2010).